# Acratoleon flavus
Acratoleon flavus är en insektsart som beskrevs av Banks 1915. Acratoleon flavus ingår i släktet Acratoleon och familjen myrlejonsländor. Inga underarter finns listade i Catalogue of Life.